# Раш, Мэтью
Мэттью Раш (англ. Matthew Rush, род. 22 сентября 1972, Хантингдон, США) — американский порноактёр, который приобрёл популярность съёмками в порнофильмах гей-тематики. Под своим настоящим именем он выступает как культурист, участвуя в многочисленных соревнованиях.

## Биография
Мэтью родился и вырос в Пенсильвании, в небольшом городке Хантингдон, одноимённого округа в штате Пенсильвания. Он вырос в смешанной семье, его отец — афроамериканец, а мать — немецкого происхождения.
После школы он продолжил образование в Университете штата Пенсильвания, получив степень бакалавра в области физиологии спорта. После учёбы он был занят в индустрии туризма, работая тренером по фитнесу на круизных судах. Через некоторое время он переехал работать в Коламбус, штат Огайо.
В 2001 году, Мэтью заключил долгосрочный эксклюзивный контракт с порностудией Falcon Studios. В этом же году он снялся в своём первом порно фильме «Bounce». Пришедший к нему успех и известность позволили Мэтью начать зарабатывать на своём имени, он выпустил одноимённый фаллоимитатор, который успешно продаётся и поныне.
Окончание контракта в 2009 году, дало ему большую свободу действий, позволив существенно расширить сферу деятельности. Продолжив карьеру в порнобизнесе, он снялся в двух не порнографических проектах, в телевизионном фильме «Третий человек» вместе с Чадом Алленом и «голубой» комедии «Голубой пирог», где сыграл небольшую роль. Также в 2007 году он дебютировал в роли режиссёра, сняв свой первый порнофильм.
Помимо этого он участвовал в постановке ряда театральных пьес.
В настоящее время он живёт в Форт-Лодердейле, Флорида. Он является главой собственного агентства FabScout Live, специализировавшегося в области гей-развлечений для взрослых. Также он работает личным тренером по фитнесу.
В октябре 2011 года заявил, что уходит из гей-порно. Причину Мэтью прокомментировал так: «Я ушёл из порно, потому что встретил парня, с которым хочу провести всю свою жизнь. Я не жалею о прошлом и готов двигаться дальше».

## Награды
К настоящему моменту Мэтью имеет 8 наград и 7 номинаций в области порноидустрии.
- GayVN Awards 2002 — Miglior esordiente
- Grabby Awards 2002 — Miglior esordiente per Alone with… Volume 1
- Grabby Awards 2003 — Miglior scena a due per Deep South: The Big and the Easy, Part 2
- Grabby Awards 2006 — Miglior attore di supporto per The Velvet Mafia: Part 1
- Grabby Awards 2010 — Best Versatile Performer

## Фильмография
- Bounce (2001)
- The Other Side of Aspen 5 (2001)
- Alone with… Volume 1 (2001)
- Ready for More (2002)
- Deep South: The Big and the Easy, Part 1 (2002)
- Deep South: The Big and the Easy, Part 2 (2002)
- Defined (2002)
- Aftershock: Part 2 (2002)
- Drenched Part I: Soaking It In (2003)
- Drenched Part II: Soaked to the Bone (2003)
- Good as Gold (2003)
- Taking Flight (2004)
- The Recruits (2004)
- Heaven to Hell (2005)
- Taking Flight 2 (2005)
- Up All Night (2005)
- Bootstrap (2005)
- Cross Country: Part 1 (2005)
- Cross Country: Part 2 (2005)
- The Velvet Mafia: Part 1 (2006)
- The Velvet Mafia: Part 2 (2006)
- From Top to Bottom (2006)
- Riding Hard (2006)
- Dare (2007)
- Rush & Release (2007) (come regista)
- L.A. Zombie (2009)